# Höhere Technische Bundeslehr- und Versuchsanstalt Rankweil
Die Höhere Technische Bundeslehr- und Versuchsanstalt Rankweil (abgekürzt HTL Rankweil) ist eine österreichische berufsbildende höhere Schule mit technischen Ausbildungsschwerpunkten und einer angeschlossenen Versuchsanstalt. Sitz der Schule ist in Rankweil in Vorarlberg.

## Geschichte

### Vorgeschichte der HTL in Vorarlberg
Seit dem Ende des 19. Jahrhunderts galt es in der Region Vorarlberg durch die Industrialisierung junge Menschen in Gewerbe und Industrie eine schulische Grund- und Weiterbildung anzubieten.
1908 kam es zur Gründung einer k. u. k. Fachschule für gewerbliches Zeichnen in Bregenz.
1909 wurde die Schule durch einen Bauhandwerkerkurs erweitert, welcher für angehende Führungskräfte des Maurer- und Zimmerergewerbes die Aneignung des nötigen theoretischen Fachwissens ermöglichen sollte.
1914 wurde die Schule in k. u. k. Bauhandwerkerschule umbenannt, da der Bauhandwerkerkurs zu einem Ausbildungsschwerpunkt wurde.
1916 kam es zu einer Unterbrechung der Schule aufgrund des Ersten Weltkrieges, der Unterricht wurde aber bereits im Februar 1918 mit einer Invalidenschulung wieder aufgenommen.
1920 wurde die Bauhandwerkerschule neu eröffnet und erweiterte sich um einen Tiefbaukurs, der jedoch nicht lange gehalten wurde. Ebenfalls im Herbst wurde eine Fachschule für Maschinenbau und Elektrotechnik gegründet, die sich großer Nachfrage erfreute. 1922 wurde die Schule in die „Bundeslehranstalt für Baufach und Elektrotechnik“ umbenannt, 1935 in die „Bundesgewerbeschule“.
1941 kam es aufgrund der Nachfrage der Rüstungsbetriebe zu einer 8-semestrigen Ingenieurschule.

### HTL in der Nachkriegszeit
Nach dem Zweiten Weltkrieg kam es zur abermaligen Neubenennung in „Höhere technische Bundeslehranstalt“.
Ab 1946 erfuhren die technischen Lehranstalten in Österreich eine grundsätzliche Neuausrichtung, die unter anderem eine Trennung der Fachschulen für Maschinenbau und Elektrotechnik vorsah. Daher wurde ab diesem Schuljahr eine Fachschule für Maschinenbau und eine Höhere Abteilung für Maschinenbau gegründet.
Ebenso wurde festgelegt, dass im technischen Schulwesen die Allgemeinbildung als gleichwertige Ausbildung neben der Vermittlung von technischem Know-how gelehrt werden soll, was dazu führte, dass sich die Absolventen auch die Hochschulreife erwerben konnten. Dies wiederum führte zu einer starken Nachfrage nach berufsbildendem technischen Schulwesen im „Ländle“.
1962 wurde die Höhere Abteilung für Elektrotechnik gegründet.
1969 stellte die Gemeinde Rankweil aufgrund der starken Nachfrage nach einer höheren Baufachschule im Lande unter Bürgermeister Ammann am 30. Mai 1969 ein Baugrundstück kostenlos zur Verfügung, um der Republik Österreich eine zweite Höhere Technische Bundeslehranstalt in Vorarlberg zu ermöglichen, diesmal mit Schwerpunkt Hoch- und Tiefbau. Damit war die Voraussetzung zur Errichtung einer zweiten HTL im Land geschaffen. Im Erlass des Bundesministeriums für Unterricht Zl. 107.753-III/4/69 heißt es: „Mit Beginn des Schuljahres 1969/70 wird in Rankweil eine Höhere Technische Bundeslehr- und Versuchsanstalt für Hoch- und Tiefbau errichtet. Bis zum organisatorischen Vollausbau wird die Anstalt als Expositur der Höheren Technischen Bundeslehr- und Versuchsanstalt Bregenz geführt.“
Ein Wunsch der Bauwirtschaft ging in Erfüllung. Interessenten für eine Bauausbildung mussten nicht mehr nach Innsbruck, sondern konnten eine Ausbildung an einer HTL im Ländle absolvieren. Im Schuljahr 1969/70 wurde die „Expositur Rankweil der Höheren Technischen Bundeslehr- und Versuchsanstalt Bregenz“ als Höhere Abteilung für Hochbau geführt und auch 3 Klassen Bauhandwerkerschule übersiedelten zunächst von Bregenz nach Feldkirch, in die Räumlichkeiten des alten Lehrerseminars. Der Bauhof der Schule und die Zimmerei fanden ebenfalls provisorisch in Ausweichquartieren in Feldkirch und Rankweil Platz. Die 1965 in Bregenz gegründete Versuchsanstalt für Baustoffe fand im alten Spritzenhaus in Rankweil, unter der Leitung von Zierl, eine Übergangslösung.
Für den Neubau wurde vom Bund ein Raumprogramm für eine Schule mit 25 Klassen, die auch die Errichtung einer Ausbildungsstätte für Nachrichtentechnik und Elektronik vorsah genehmigt. Der Unterricht im Bereich der Bautechnik und der Bauhandwerkerschule wurde bis zur kompletten Fertigstellung des Schulgebäudes unter abenteuerlichen Bedingungen aufgenommen. Durch Erlass des Bundesministeriums für Unterricht und Kunst vom 11. Februar 1975 wurde schließlich die Expositur selbstständige Schule mit der Bezeichnung HTBLuVA Rankweil. Mit Beginn des Schuljahres 1976/77 war auch die Eröffnung des 1. Jahrganges der Höheren Abteilung für Nachrichtentechnik und Elektronik möglich. Im weitgehend fertiggestellten Werkstättentrakt standen bereits im neuen Gebäude für die praktische Grundausbildung der auf neuestem Stand der Technik eingerichtete Werkstätten zur Verfügung. Mit Beginn des Schuljahres 1977/78 wurde der Vollbetrieb im neuen Gebäude aufgenommen.
Vom Schuljahr 1976/77 bis zum Schuljahr 1979/80 stieg die Klassenanzahl von 13 auf 22, die Anzahl der Stammlehrer von 17 auf 37, unter anderem auch bedingt durch die Erweiterung des Ausbildungsangebotes.
So kam es beispielsweise 1978/79 zur Eröffnung einer Fachschule für elektrische Nachrichtentechnik und Elektronik. Am 12. Juli 1978 wurde der Versuchsanstalt Rankweil vom Bundesministerium für Bauten und Technik die Autorisation erteilt und damit staatlich anerkannt. Im selben Jahr wurde zusätzlich ein Labor zur Untersuchung und Prüfung von Straßenbaustoffen auf bituminösem Sektor errichtet. Am 13. Mai 1980 erfolgte die offizielle Übergabe der Schule in Anwesenheit des Bundesministers für Unterricht und Kunst, Fred Sinowatz.
1983 war die HTBLuVA Rankweil inzwischen zur größten technischen Schule des Landes herangewachsen und die genehmigten 25 Unterrichtsräume wurden um 3 Klassenräume erweitert. Ab 1988 bot die Schule eine „Höhere Lehranstalt für Berufstätige für Elektronik“ an und eröffnete ab 1989 das Kolleg für Elektronik.
Ab 1993 wurde das Kolleg um einen Aufbaulehrgang für Elektronik erweitert.
2006 erfolgte die Eröffnung des Kollegs und des Aufbaulehrganges für Innenraumgestaltung und Holztechnik. 2014 kam es zur Eröffnung des schulautonomen Ausbildungsschwerpunktes Integrierte Bau- und Energietechnik (Heizung – Lüftung). Die HTL Rankweil verfügt seit dem Schuljahr 2015/16 über 37 Stammklassen mit etwa 850 Schülern und 114 Lehrpersonen. 2017 eröffnete der zusätzliche Ausbildungsschwerpunkt Holzbau in der Höheren Abteilung Bautechnik.
Im Schuljahr 2021/22 wurde zusätzlich zu den zwei bisher bestehenden Abteilungen die Abteilung für Höhere Informatik eingeführt.

## Schulgebäude

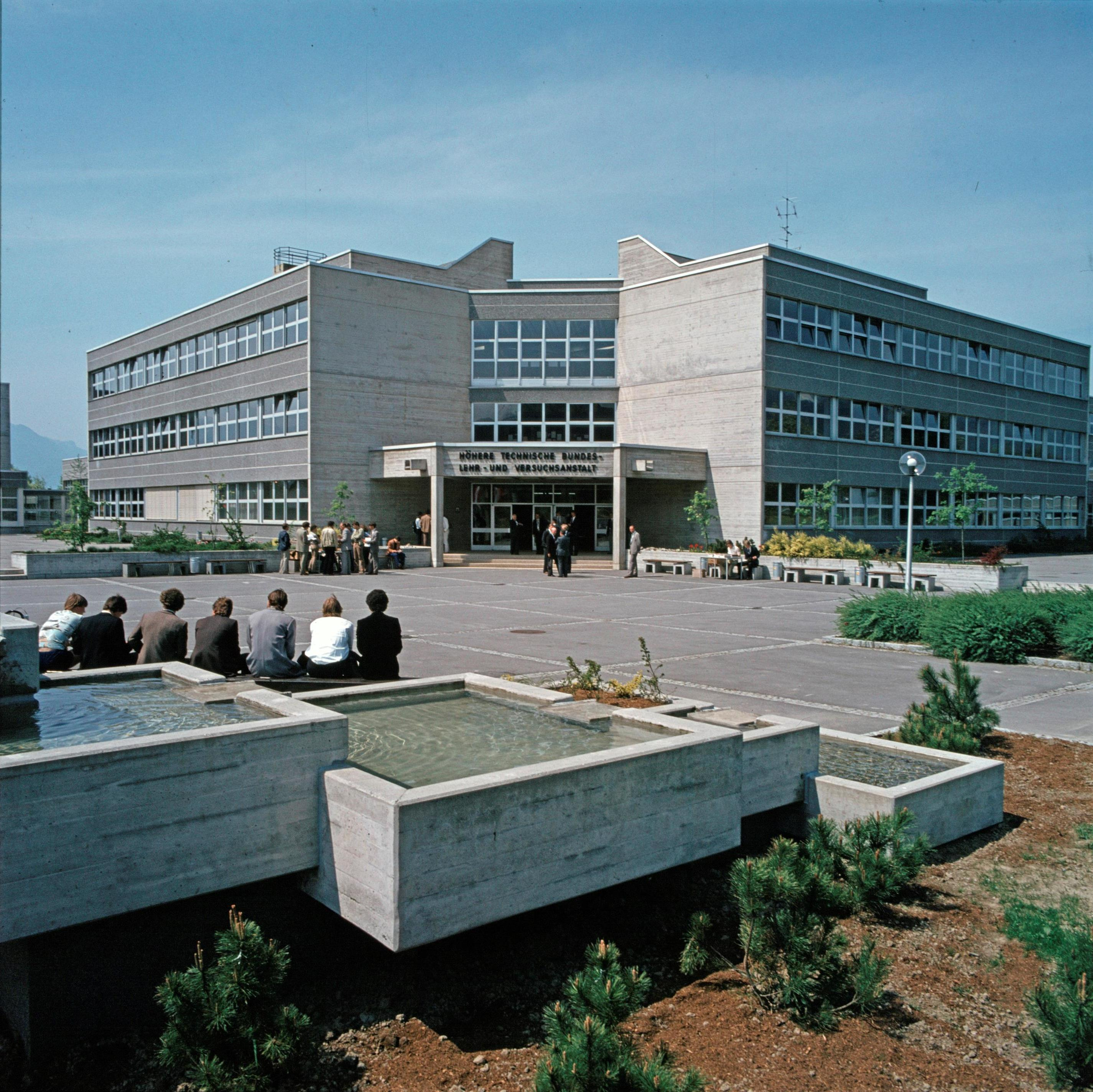
Frontalansicht des Gebäudes der HTL Rankweil aus dem Jahr 1980

1971 wurde die Planung der neuen HTL in Vorarlberg an die Architektengemeinschaft C4 in Bregenz übergeben und im selben Jahr kam es zur Genehmigung des Vorentwurfs durch das Bundesministerium für Unterricht und Kunst. 1973 konnte mit den Erdarbeiten auf dem 28.000 m² großen, von der Gemeinde Rankweil überlassenen Baugrundstück begonnen werden, die Baumeisterarbeiten wurden im Jänner 1974 begonnen, die Dachgleiche erfolgte Ende 1975. 1976 erfolgte der Bezug der Werkstätten für Nachrichtentechnik und Elektronik.
1977 durfte das Schulgebäude am letzten Schultag im Juli bezogen werden, die offizielle Übergabe der Schule erfolgte 1980. 2007/08 kam es zur Erneuerung der Elektrik und des Brandschutzes,
2008/09 zum Umbau des Kantinenbereiches und der Aula sowie zum Einbau eines Liftes.
2010/11 erfolgte die Aufstockung des Gebäudes um weitere 8 Klassen, in den Jahren 2011 bis 2014 erfolgte die wärmetechnische Sanierung der Außenfassade mit Erneuerung der Außenhaut und der Fenster. 2015/16 erfolgte der Abschluss des Um- und Erweiterungsbaues der Abschluss mit der Sanierung der EDV und der CAD Räume und es stehen nun 120 EDV- bzw. CAD-Arbeitsplätze für Schüler zur Verfügung.

## Schulleiter
- 1969–1976 Pädagogischer Leiter der „Expositur Rankweil“: Eustach Agerer
- 1976–1985 Direktor der HTBLuVA Rankweil: Eustach Agerer
- 1985–2006 Direktor der HTBLuVA Rankweil: Hermann Kert
- 2006–2018 Direktor der HTBLuVA Rankweil: Gerhard Wimmer
- 2018–2019 Schulleiter der HTBLuVA Rankweil: Johannes Mühlbacher
- seit 2019 Schulleiterin der HTBLuVA Rankweil: Judith Zeiner

## Ausbildungsmöglichkeiten heute
Die Schule hat drei Ausbildungsrichtungen (Bautechnik, Elektronik und technische Informatik sowie Informatik) und führt unterschiedliche spezifische Ausbildungsmöglichkeiten.
Informatik
- Höhere Abteilung für Informatik (neu seit dem Schuljahr 2021/22)

Bautechnik
- Höhere Abteilung für Bautechnik mit Vertiefung Hochbau
- Höhere Abteilung für Bautechnik mit Vertiefung Holzbau
- Höhere Abteilung für Bautechnik mit Vertiefung Heizung – Lüftung
- Höhere Abteilung für Bautechnik mit Vertiefung Tiefbau
- Kolleg und Aufbaulehrgang für Innenraumgestaltung
- Kolleg und Aufbaulehrgang für Holztechnik
- Bauhandwerkerschule für Maurer und Zimmerer

Elektronik und technische Informatik
- Höhere Abteilung für Elektronik und technische Informatik
- Fachschule für Elektronik und technische Informatik
- Aufbaulehrgang Elektronik und Informationstechnologien

Zusatzausbildungen
- Berufsreifeprüfung
- Studienberechtigungsprüfung Kolleg Innenraumgestaltung und Holztechnik